# 埃蘭

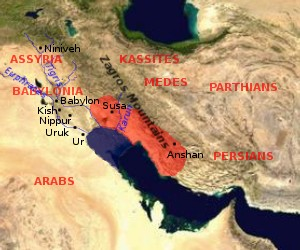
埃蘭地圖

埃蘭（羅馬化：haltamti，羅馬化：Ūvja），又譯伊蘭、以攔、厄藍或伊勒姆，是亞洲西南部的古老君主制城邦國家，位於今天伊朗的西南部，波斯灣北部，底格里斯河東部，現為伊朗的胡齊斯坦及伊拉姆省。
埃蘭是伊朗的最早文明，起源於伊朗高原以外的埃蘭地區。一般認為埃蘭國名出自境內哈爾答第城邦（意謂“神的國家”）。此名在《聖經》廣為流傳，故沿用至今。公元前三千年以前，在底格里斯河東岸建國，以善戰的人民著稱，聖經記載是諾亞兒子閃姆的兒孫及其後裔。埃蘭地區曾有許多君主制城邦国，其中最重要的有阿萬（Awan）、蘇薩、西馬什（Simash）、安善（Anshan）等。他們在埃兰的历史可以分为三个时期：古埃兰时期、中埃兰时期与新埃兰时期。
有些语言学家认为埃蘭语言属于达罗毗荼语系。

## 詞源
埃蘭人稱自己的國家叫Haltamti，蘇美爾語中稱為ELAM，阿卡德語中稱為Elamû，陰性形式Elamītu“Susiana的居民，埃蘭人”。
另外，它在希伯來聖經中被稱為Elam，指以攔（Elam）的後代，而以攔則是閃姆的長子（參見創10:22，拉4:9），然而今日埃蘭的當地語言卻是一種獨立的語言而非閃語。
埃蘭山區的名字來自于其在低地的首府蘇薩，托勒密之後的地理學家稱其為Susiana。
埃蘭文明主要的中心為今日的胡齊斯坦及伊拉姆兩省；現在的胡齊斯坦的名字是由蘇薩的名字派生而來：古波斯語Hūjiya（𐎢𐎺𐎩）“埃蘭”, 中古波斯語“Susiana”，現代波斯語中變成了Xuz（胡齊），再加上後綴 -stån（斯坦）“土地、地方”（比較Sistan（錫斯坦）“薩迦人的土地”)。

## 歷史
埃蘭的歷史可以分為三個時期：古埃蘭時期（約前2700－1600年）、中埃蘭時期（約前1400－1100年）、新埃蘭時期（約前800－600年）。埃蘭豐富的森林資源和礦藏，是兩河流域各邦掠奪的對象。富饒的兩河流域平原，也是埃蘭各邦掠奪的對象。因此，埃蘭在歷史上很早就受到兩河流域國家的侵略和征服，但也多次侵略和征服過這些國家。
- 古埃蘭時期：

1. 據《蘇美爾王表》記載，基什第一王朝國王恩美巴拉格西（約前2700年），曾入侵埃蘭，將埃蘭的武器作為戰利品運走。
2. 前26世紀初，埃蘭的阿萬第一王朝擊敗烏爾，稱霸兩河流域。
3. 前2550年，阿萬第二王朝建立。希塔（約前2280－2240）在位時，國勢日盛，連阿卡德王納拉姆辛（Naram-sin）也不得不遣使前往蘇薩訂立友好同盟條約，以抵御古提王朝進攻。
4. 前23世紀末，埃蘭人攞脫阿卡德統治，建立統一的埃蘭聯邦國家。
5. 阿萬第二王朝滅亡後，西馬什王朝立。約前2006年，西馬什王朝攻滅烏爾第三王朝，將其都城焚烧一空。
6. 前16世紀，帕帕提王朝滅亡，古埃蘭時期結束。

- 中埃蘭時期：

1. 中埃蘭時期以安善王朝的兴起為開端。
2. 蘇薩王朝時期，國王舒特魯克·納克杭特（約前1185-1155年）擊敗喀西特巴比倫王朝，將著名的漢謨拉比法典石柱及許多珍寶掠往蘇薩。西爾哈克－印舒希納克（Shil-hak-inshushiNak，約前1150-1120年）時，埃蘭占領美索不达米亚文明南部的許多重鎮及扎格羅斯山東部地區，成為古代美索不达米亚文明史上的强國。在前1130年左右人口达到170万人。
3. 後來，埃蘭被巴比倫第四王朝擊敗，中埃蘭時期結束。

- 新埃蘭時期：

1. 前8世紀，埃蘭與迦勒底王国共同對抗亞述帝国。不過，埃蘭國內這時發生嚴重分裂，王室內部出現親亞述派與反亞述派，各地分裂成許多獨立的小國，難以集中全國力量反抗外來侵略。埃蘭與盟友－迦勒底王国也不能很好地協作。加之波斯語居民這時作為一股强大的政治力量出現在西亞政治舞台上。特別是帕萨尔苏阿苏和帕萨尔苏阿（以六个农业为生和四个游牧为生的十个部落组成的印欧语系人的分支的波斯部落）的部落在由高原西北部向西南部遷徙的過程中，逐漸佔領了埃蘭的高山地區，切斷其平原地區與戰略後方的聯繫。因而埃蘭屢為亞述所敗，在前647年都城蘇薩遭到亚述巴尼拔的攻占和洗劫。
2. 前639年，埃蘭最终被亞述所占领。在經歷了亞述帝国、迦勒底王国和米底王國的短暫統治後，埃蘭成為波斯阿契美尼德王朝的一個重要行省，稱為胡澤行省，居民被波斯语人民影响，稱為胡澤人。
3. 埃蘭的首邑－蘇薩成為阿契美尼德王朝的行政首都，並且作為西亞重要都市達上千年之久。

## 文字
埃蘭文字受古代美索不达米亚文明影響較大。其文字最早為象形文字的原始埃蘭文字。前30世紀出現綫形文字。前30世紀末開始使用古代美索不达米亚文明的楔形文字。這是由埃蘭地區的阿卡德傳入的。平原地區的埃蘭人，大概都會使用埃蘭語和阿卡德語兩種語言，這是楔形文字在埃蘭能順利傳播的原因之一。可惜的是，現時這兩種文字皆未能解讀。
大約從前2900年開始，原始埃蘭文字開始簡化，最後演變為音節的綫形文字。考古學家從石雕、陶片及銀瓶上得知綫形文字符號約80多個，一般是從左而右、從上而下書寫。1961年，德国波斯语和埃蘭语专家瓦尔特·欣茨（Walther Hinz）解開了綫形文字之謎。他從收藏於羅浮宮博物館的一塊埃蘭王銘文石刻著手。該銘文上刻有兩種內容相同的文字－即埃蘭綫形文字及巴比倫楔型文字譯本，而巴比倫楔型文字早已被成功解讀，辛茲就是對照著巴比倫楔型文字，而對解讀埃蘭綫形文字取得重大突破。

## 語言
古代埃蘭居民稱為埃蘭人，語言稱為埃蘭語。大多数语言学家都将埃兰语视为孤立语言，与附近一样使用楔形文字的印欧语、闪米特语、苏美尔语（也是孤立语）没有密切的关系。美国达罗毗荼语和埃蘭语专家大卫·韦恩·麦卡尔平（David Wayne McAlpin）提出埃蘭語和古達羅毗荼語是親屬語言，進而可以想象古代埃蘭人和達羅毗荼人關係十分密切。

## 宗教
- 多神論

## 外部連結
- （英文）埃蘭帝國的歷史（页面存档备份，存于）